# ADAM8
ADAM8 (англ. A Disintegrin And Metalloproteinase domain 8; CD156a) — фермент металлопротеаза, относящийся к семейству металлопротеаз ADAM. Продукт гена человека ADAM8.

## Структура
Белок состоит из 808 аминокислот, молекулярная масса — около 88 кДа. Включает внеклеточный фрагмент, в котором имеется до 4 участков N-гликозилирования, трансмембранный участок и цитоплазматический фрагмент, который содержит 3 домена: дизинтегриновый, EGF-подобный и каталитический пептидазный M12B домен.

## Функции
ADAM8 экспрессирован на поверхности нейтрофилов и моноцитов и играет роль в экстравазации лейкоцитов. 
Взаимодействует с FST3.

## Субстраты
К субстратам ADAM8 относятся ряд молекул клеточной адгезии, находящиеся на клеточной мембране, рецепторы цитокинов и компоненты внеклеточного матрикса.

## Патология
Играет роль в воспалении, перестройке внеклеточного матрикса и в некоторых лёгочных патологиях, таких как астма.